# Onderwijzerswoning (Winkel)
De voormalige onderwijzerswoning aan de Bosstraat 1 is een monumentaal woonhuis te Winkel gelegen in gemeente Hollands Kroon. Het ontwerp is van de architect A.T. van Wijngaarden. Het pand dient anno 2022 als woonhuis en staat sinds 21 september 2021 onder nummer 2201 ingeschreven als gemeentelijk monument.

## Bouw
In de maand juni 1869 kwam er tijdens een vergadering van de Winkeler gemeenteraad de bouwvalligheid van de oude onderwijzerswoning ter sprake. De gemeente wilde al eerder overgaan op het bouwen van een nieuwe onderwijzerswoning in Winkel, maar het Rijk weigerde indertijd subsidie te verlenen. In 1869 stond de gemeente er financieel sterker voor, en slaagde erin om een lening van fl. 6.000,- af te sluiten. Kort daarna verkreeg aannemer Jan Rezelman uit Nieuwe Niedorp de aanbesteding voor een som van 5.650,-. Op 6 mei 1870 werd de eerste steen gelegd door Maria Bergman. De uiteindelijke kosten voor de realisatie van de woning liepen later uit tot fl. 6.400,- of fl. 6680,85.

## Exterieur
De onderwijzerswoning is gesitueerd op een rechthoekig grondplan en bestaat uit twee bouwlagen. Daarbovenop een hellend schilddak bedekt met zwart geglazuurde keramische kruispannen. Onder het dak bevindt zich een geprofileerde kroonlijst. De gevels zijn opgetrokken uit wit pleisterwerk met een blokmotief, en voorzien van zesruitse vensters. Op de hoeken van de gevels staan pilasters van stucwerk. De voorgevel heeft centraal een middenrisaliet.